# 라틴어 문법
라틴어 문법(Grammatica Latina)의 주요 내용으로는 동사 변화(Coniugatio, 활용)와 명사 변화(Declinatio, 격변화, 곡용)를 들 수 있다. 동사나 명사의 변화는, 수나 인칭에 따라 어미가 변화하여 뜻이 변하는 형태로 나타난다. 형용사는 기본적으로 명사와 유사하게 변화한다. 그외 동사로부터 기원하여 형용사처럼 변화하는 분사(Participium; 현재분사, 미래분사, 완료분사)와 명사와 유사하게 변화하는 동명사(Gerundium), 목적분사(Supinum)가 있다.

## 라틴어의 표기
고전 라틴어에서 사용되는 문자는 대문자 뿐이었으며, 띄어쓰기도 없었고, I와 J, U와 V는 하나의 글자로, 자음으로 쓰이는가 모음으로 쓰이는가에 따라 달리 읽힌다. 그러나 여기서는 표기하는 데에 있어 소문자를 사용하며, 문장은 단어별로 띄어쓰고, 위치에 따라 I와 J, U와 V를 구분해서 사용하도록 한다. 또한, 장단음 구분이 철저하게 지켜진다. 장음은 ā, ē, ī, ō, ū와 같이 윗줄(macron)이 붙은 글자로 나타낸다.

## 동사 변화(활용)
동사의 변화(활용)는 5가지 정도로 구별할 수 있는데, 이는 다음과 같다.
- 인칭: 1, 2, 3인칭
- 수: 단수, 복수
- 시제: 라틴어의 시제는 크게 미완료 시제와 완료 시제로 양분되고, 각각의 시제는 과거, 현재, 미래의 3가지로 세분되어 총 6개의 시제가 있다.
  - 미완료 시제: 과거(미완료, 반과거)→ 하곤 했다, 하고 있었다, 현재→ 한다, 하고 있다, 미래→ 하겠다, 하고 있을 것이다.
  - 완료 시제:[2] 과거완료(대과거) → 했었다, 현재완료(과거완료)→ 했다, 미래완료→ 하기를 다 할 것이다.
- 태: 능동태, 수동태, (중간태)
- 법: 직설법→하다, 접속법→하기를, 명령법→하라, (부정법)

즉, 한 가지 동사에 대해 최대 3×2×6×2×3=216가지의 변형이 있는 셈이다.
라틴어의 과거(미완료, 반과거, imperfectum)는 과거 당시의 행동이나 사실이 완전히 끝나지 않고(미완료) 현재에도 계속되고 있음을 의미한다.
현재완료(perfectum)는 과거의 행위가 완료되었거나(현재완료), 어떤 사실이 단순히 과거에 있었음(단순과거)을 의미한다.
이와 같은 동사의 변화(활용)는 동사의 원형에 의해서는 모든 변화를 파악할 수 없고, 이때문에 통상적으로 라틴어 사전에는 4가지의 변화형, 즉, 1인칭 단수 현재(나는 ~한다), 현재 부정사, 1인칭 단수 현재완료(나는 ~했다), 그리고 목적분사(중성 완료 수동분사, ~하기 위하여)를 표기하고 있다.
예를 들어 '사랑하다'라는 의미의 표제어 amō에는 amō, amāre, amāvī, amātum의 4 단어가 일반적으로 표기되어 있다.
동사의 활용은 동사의 형태와 변화하는 어미에 따라 그 유형이 나뉘는데, 1변화, 2변화, 3변화, 3-2변화, 4변화의 다섯 종류가 존재한다. 각 변화의 대표적인 단어에 대하여 직설법, 능동태에 대하여 시제, 수, 인칭에 따른 활용을 보면 아래와 같다.

### 제1변화
대표단어: amō, amāre, amāvī, amātum (사랑하다) 
| 시제     | 현재 | 현재   | 과거   | 과거     | 미래   | 미래     |
| 인칭＼수 | 단수 | 복수   | 단수   | 복수     | 단수   | 복수     |
| -------- | ---- | ------ | ------ | -------- | ------ | -------- |
| 1인칭    | amō  | amāmus | amābam | amābāmus | amābo  | amābimus |
| 2인칭    | amās | amātis | amābās | amābātis | amābis | amābitis |
| 3인칭    | amat | amant  | amābat | amābant  | amābit | amābunt  |

| 시제     | 현재완료 | 현재완료  | 과거완료 | 과거완료   | 미래완료 | 미래완료   |
| 인칭＼수 | 단수     | 복수      | 단수     | 복수       | 단수     | 복수       |
| -------- | -------- | --------- | -------- | ---------- | -------- | ---------- |
| 1인칭    | amāvī    | amāvimus  | amāveram | amāverāmus | amāverō  | amāverimus |
| 2인칭    | amāvistī | amāvistis | amāverās | amāverātis | amāveris | amāveritis |
| 3인칭    | amāvit   | amāvērunt | amāverat | amāverant  | amāverit | amāverint  |

amō라는 동사에서는 am-이 어간이고 기타의 1변화 동사에서는 어미 변화가 동일하다.

### 제2변화
대표 단어: moneō, monēre, monuī, monitum (알리다)
| 시제     | 현재  | 현재    | 과거    | 과거      | 미래    | 미래      |
| 인칭＼수 | 단수  | 복수    | 단수    | 복수      | 단수    | 복수      |
| -------- | ----- | ------- | ------- | --------- | ------- | --------- |
| 1인칭    | moneō | monēmus | monēbam | monēbāmus | monēbō  | monēbimus |
| 2인칭    | monēs | monētis | monēbās | monēbātis | monēbis | monēbitis |
| 3인칭    | monet | monent  | monēbat | monēbant  | monēbit | monēbunt  |

| 시제     | 현재완료 | 현재완료  | 과거완료 | 과거완료   | 미래완료 | 미래완료   |
| 인칭＼수 | 단수     | 복수      | 단수     | 복수       | 단수     | 복수       |
| -------- | -------- | --------- | -------- | ---------- | -------- | ---------- |
| 1인칭    | monuī    | monuimus  | monueram | monuerāmus | monuerō  | monuerimus |
| 2인칭    | monuistī | monuistis | monuerās | monuerātis | monueris | monueritis |
| 3인칭    | monuit   | monuērunt | monuerat | monuerant  | monuerit | monuerint  |

### 제3변화
대표 단어: agō, agere, ēgī, āctum (행하다)
| 시제     | 현재 | 현재   | 과거   | 과거     | 미래 | 미래   |
| 인칭＼수 | 단수 | 복수   | 단수   | 복수     | 단수 | 복수   |
| -------- | ---- | ------ | ------ | -------- | ---- | ------ |
| 1인칭    | agō  | agimus | agēbam | agēbāmus | agam | agēmus |
| 2인칭    | agis | agitis | agēbās | agēbātis | agēs | agētis |
| 3인칭    | agit | agunt  | agēbat | agēbant  | aget | agent  |

| 시제     | 현재완료 | 현재완료 | 과거완료 | 과거완료 | 미래완료 | 미래완료 |
| 인칭＼수 | 단수     | 복수     | 단수     | 복수     | 단수     | 복수     |
| -------- | -------- | -------- | -------- | -------- | -------- | -------- |
| 1인칭    | ēgī      | ēgimus   | ēgeram   | ēgerāmus | ēgerō    | ēgerimus |
| 2인칭    | ēgistī   | ēgistis  | ēgerās   | ēgerātis | ēgeris   | ēgeritis |
| 3인칭    | ēgit     | ēgērunt  | ēgerat   | ēgerant  | ēgerit   | ēgerint  |

### 제3-2변화
대표 단어: capiō, capere, cēpī, captum (잡다)
| 시제     | 현재  | 현재    | 과거     | 과거       | 미래   | 미래     |
| 인칭＼수 | 단수  | 복수    | 단수     | 복수       | 단수   | 복수     |
| -------- | ----- | ------- | -------- | ---------- | ------ | -------- |
| 1인칭    | capiō | capimus | capiēbam | capiēbāmus | capiam | capiēmus |
| 2인칭    | capis | capitis | capiēbās | capiēbātis | capiēs | capiētis |
| 3인칭    | capit | capiunt | capiēbat | capiēbant  | capiet | capient  |

| 시제     | 현재완료 | 현재완료 | 과거완료 | 과거완료  | 미래완료 | 미래완료  |
| 인칭＼수 | 단수     | 복수     | 단수     | 복수      | 단수     | 복수      |
| -------- | -------- | -------- | -------- | --------- | -------- | --------- |
| 1인칭    | cēpī     | cēpimus  | cēperam  | cēperāmus | cēperō   | cēperimus |
| 2인칭    | cēpistī  | cēpistis | cēperās  | cēperātis | cēperis  | cēperitis |
| 3인칭    | cēpit    | cēpērunt | cēperat  | cēperant  | cēperit  | cēperint  |

### 제4변화
대표 단어: audiō, audīre, audīvī, audītum (듣다)
| 시제     | 현재  | 현재    | 과거     | 과거       | 미래   | 미래     |
| 인칭＼수 | 단수  | 복수    | 단수     | 복수       | 단수   | 복수     |
| -------- | ----- | ------- | -------- | ---------- | ------ | -------- |
| 1인칭    | audiō | audīmus | audiēbam | audiēbāmus | audiam | audiēmus |
| 2인칭    | audīs | audītis | audiēbas | audiēbātis | audiēs | audiētis |
| 3인칭    | audit | audiunt | audiēbat | audiēbant  | audiet | audient  |

| 시제     | 현재완료  | 현재완료   | 과거완료  | 과거완료    | 미래완료  | 미래완료    |
| 인칭＼수 | 단수      | 복수       | 단수      | 복수        | 단수      | 복수        |
| -------- | --------- | ---------- | --------- | ----------- | --------- | ----------- |
| 1인칭    | audīvī    | audīvimus  | audīveram | audīverāmus | audīverō  | audīverimus |
| 2인칭    | audīvistī | audīvistis | audīverās | audīverātis | audīveris | audīveritis |
| 3인칭    | audīvit   | audīvērunt | audīverat | audīverant  | audīverit | audīverint  |

## 명사 변화
명사의 변화는 동사보다는 단순하여 성, 수, 격에 따라 변한다.
- 성: 남성, 여성, 중성
- 수: 단수, 복수
- 격: 주격, 소유격, 여격, 목적격, 탈격 (호격, 장소격)

주격(또는 제1격, 라틴어: (casus) nominativus)은 '-이/가', 소유격(또는 제2격, 속격,라틴어: (casus) genitivus)은 '-의'나 '-에 대하여', 여격(또는 제3격, 라틴어: (casus) dativus)은 '-에게'나 '-을/를 위하여', 목적격(또는 제4격, 대격, 라틴어: accusativus)은 '-을/를'이나 '-쪽으로' 혹은 전치사의 목적어로, 탈격(또는 제6격, 라틴어: (casus) ablativus)은 '-(으)로부터', '-을/를 이용하여'의 뜻으로 쓰이거나 전치사의 목적어로 쓰인다.
호격(또는 제5격, 라틴어: (casus) vocativus)은 누군가나 무언가를 부를 때 쓰이며, -us로 끝나는 제2변화 남성명사의 호격이 '-e'인 것만 제외하면 형태가 주격과 똑같아, 보통 생략한다. 장소격(또는 제7격, 처격, 라틴어: (casus) locativus)은 '-에서'라는 뜻으로, domus(집), rus(시골), humus(땅), focus(난로)의 네 개 일반명사와 도시, 작은 섬에서만 쓰인다.
여성명사의 경우, 대개 제1변화에 속하는, '-a'로 끝나는 형태를 띠기 때문에 알아보기 쉽다. 그렇지만 역은 성립하지 않는다. nauta(선원), agricola(농부)는 '-a'로 끝나지만 남성명사인 것처럼, 주로 직업을 나타내는 단어 중 '-a'로 끝나는 것들이 남성명사에 속한다.
중성명사의 주격과 목적격은 항상 같다. 이 때문에 제1변화(대부분 여성명사, 일부 남성명사)를 제외한 제2변화, 제3변화, 제4변화에서는 중성명사를 위한 변화가 따로 있다. 또한 제3변화에는 특별한 경우를 위한 변화가 따로 마련되어 있다.
사전에서 으뜸꼴로는 주격 단수와 소유격 단수가 제시된다.

### 제1변화
어근이 '-a'로 끝나, 'a 변화'라고도 한다.
제1변화에 속하는 명사는 대부분 여성이나, poēta(시인), nauta(선원), agricola(농부), incola(거주민), pīrāta(해적), aurīga(전차병) 등은 남성 명사이다.:15
대표 명사: puella, -ae (소녀), aqua, -ae (물)
|        | 단수    | 복수      |
| ------ | ------- | --------- |
| 주격   | puella  | puellae   |
| 소유격 | puellae | puellārum |
| 여격   | puellae | puellīs   |
| 목적격 | puellam | puellās   |
| 탈격   | puellā  | puellīs   |

### 제2변화
어근이 '-o'로 끝나, 'o 변화'라고도 한다.
제2변화 명사는 남성 혹은 중성이다.
남성명사는 대부분 '-cus'로 끝나지만 puer, ager와 같이 '-er'로 끝나는 것도 있다. vir(사람)는 독특하게 '-ir'로 끝나는 남성명사이다.:24
중성명사는 '-um'으로 끝나고 복수 주격과 대격(목적격)이 '-a'로 동일하다.
대표 명사:
amīcus, -ī (친구),
puer, puerī (소년),
ager, agrī (밭),
bellum, -ī (전쟁).
|        | 단수   | 복수     |
| ------ | ------ | -------- |
| 주격   | amīcus | amīcī    |
| 소유격 | amīcī  | amīcōrum |
| 여격   | amīcō  | amīcīs   |
| 목적격 | amīcum | amīcōs   |
| 탈격   | amīcō  | amīcīs   |

|        | 단수   | 복수     |
| ------ | ------ | -------- |
| 주격   | bellum | bella    |
| 소유격 | bellī  | bellōrum |
| 여격   | bellō  | bellīs   |
| 목적격 | bellum | bella    |
| 탈격   | bellō  | bellīs   |

### 제3변화
제3변화에 속하는 명사는 주격 단수의 어미는 다양하지만, 소유격(속격)의 어미는 '-is'로 동일한 특징이 있다. 남성, 여성과 중성으로 구분되어 어미가 변화한다.
주격 단수의 형태와 실제 어간이 다른 경우가 매우 많다. 예를 들면 라틴어: lūx의 실제 어간은 lūc-이다.
대표 명사: orīgo, orīginis (기원), nōmen, nōminis (이름), pēnis, pēnis (꼬리), nox, noctis (밤), mare, maris (바다)
|        | 단수     | 복수       |
| ------ | -------- | ---------- |
| 주격   | origo    | originēs   |
| 소유격 | originis | originum   |
| 여격   | originī  | originibus |
| 목적격 | originem | originēs   |
| 탈격   | origine  | originibus |

주격 단수와 소유격 단수의 음절 수가 같고 중성명사가 아닌 경우→동음절 규칙: (예외: canis, canis 개 남성, 여성명사)
|        | 단수  | 복수    |
| ------ | ----- | ------- |
| 주격   | penis | penēs   |
| 소유격 | penis | penium  |
| 여격   | penī  | penibus |
| 목적격 | penem | penēs   |
| 탈격   | pene  | penibus |

소유격 단수의 어미 '-is' 앞에 복합자음이 나타난 경우:
|        | 단수   | 복수     |
| ------ | ------ | -------- |
| 주격   | nox    | noctēs   |
| 소유격 | noctis | noctium  |
| 여격   | noctī  | noctibus |
| 목적격 | noctem | noctēs   |
| 탈격   | nocte  | noctibus |

|        | 단수    | 복수      |
| ------ | ------- | --------- |
| 주격   | nomen   | nomina    |
| 소유격 | nominis | nominum   |
| 여격   | nominī  | nominibus |
| 목적격 | nomen   | nomina    |
| 탈격   | nomine  | nominibus |

중성명사의 주격 단수가 '-al', '-ar', '-e' 중 하나로 끝나는 경우:
|        | 단수  | 복수    |
| ------ | ----- | ------- |
| 주격   | mare  | maria   |
| 소유격 | maris | marium  |
| 여격   | marī  | maribus |
| 목적격 | mare  | maria   |
| 탈격   | marī  | maribus |

### 제4변화
어근이 '-u'로 끝나, 'u 변화'라고도 한다. 중성이 아닌 경우, 제2변화와 같이 주격 단수가 '-us'로 끝난다. 제2변화 명사의 소유격 단수는 '-i'로 끝나고, 제4변화 명사의 소유격 단수는 '-us'로 끝나는 것으로 구분한다.
대표 명사: manus, manus (손), cornu, cornus (뿔), domus, domus 또는 domi (집)
|        | 단수  | 복수    |
| ------ | ----- | ------- |
| 주격   | manus | manus   |
| 소유격 | manūs | manuum  |
| 여격   | manuī | manibus |
| 목적격 | manūm | manūs   |
| 탈격   | manū  | manibus |

|        | 단수   | 복수     |
| ------ | ------ | -------- |
| 주격   | cornū  | cornua   |
| 소유격 | cornūs | cornuum  |
| 여격   | cornu  | cornibus |
| 목적격 | cornū  | cornua   |
| 탈격   | cornū  | cornibus |

### 제5변화
어근이 '-e'로 끝나, 'e 변화'라고도 한다.
대표 명사: diēs, diēī (날), rēs, reī (것)
|        | 단수 | 복수   |
| ------ | ---- | ------ |
| 주격   | diēs | diēs   |
| 소유격 | dieī | diērum |
| 여격   | dieī | diēbus |
| 목적격 | diem | diēs   |
| 탈격   | diē  | diēbus |

## 형용사 변화
라틴어에서 형용사는 넓은 의미의 명사에 포함되는 것으로 볼 수 있다. 형용사가 단독으로 사용되면 명사의 역할을 하는 점에서 명사와 유사하다. 다만 명사는 하나의 성을 가지나 형용사는 남성, 여성, 중성의 3가지 성을 모두 가진다는 점에서 차이가 있다. 형용사의 격변화는 명사의 격변화와 대체로 유사하다.

### 형용사 제1/2변화
명사 제1, 2변화와 동일하게 변화한다. 형용사의 성, 수, 격은 형용사가 꾸미는 명사의 성, 수, 격에 맞추어야 한다. 예를 들어 '좋은 물을'은 aquam bonam이다.
구격 '-ē를' 붙이면 부사가 된다.
대표 형용사: bonus, -a, -um (좋은), līber, lībera, līberum (자유로운)
|        | 남성  | 남성    | 여성  | 여성    | 중성  | 중성    |
|        | 단수  | 복수    | 단수  | 복수    | 단수  | 복수    |
| ------ | ----- | ------- | ----- | ------- | ----- | ------- |
| 주격   | bonus | bonī    | bona  | bonae   | bonum | bona    |
| 소유격 | bonī  | bonōrum | bonae | bonārum | bonī  | bonōrum |
| 여격   | bonō  | bonīs   | bonae | bonīs   | bonō  | bonīs   |
| 목적격 | bonum | bonōs   | bonam | bonās   | bonum | bona    |
| 탈격   | bonō  | bonīs   | bonā  | bonīs   | bonō  | bonīs   |

### 형용사 제3변화
명사 제3변화와 비슷하게 변화한다.
소유격 단수에서 '-is' 대신 '-iter'를 붙이면 부사가 된다. 다만 소유격 단수가 '-ntis'로 끝난다면 '-ntiter'가 아니라 '-nter'가 부사이다.

#### 남, 여, 중성의 주격 단수가 일치하는 경우
으뜸꼴로 주격 단수와 소유격 단수가 제시된다.
대표 형용사: vetus, veteris (오래된), oriēns, -ntis (떠오르는)
|        | 남, 여성 | 남, 여성  | 중성    | 중성      |
|        | 단수     | 복수      | 단수    | 복수      |
| ------ | -------- | --------- | ------- | --------- |
| 주격   | vetus    | veterēs   | vetus   | vetera    |
| 소유격 | veteris  | veterum   | veteris | veterum   |
| 여격   | veterī   | veteribus | veterī  | veteribus |
| 목적격 | veterem  | veterēs   | vetus   | vetera    |
| 탈격   | vetere   | veteribus | vetere  | veteribus |

|        | 남, 여성 | 남, 여성   | 중성     | 중성       |
|        | 단수     | 복수       | 단수     | 복수       |
| ------ | -------- | ---------- | -------- | ---------- |
| 주격   | oriens   | orientēs   | oriens   | orientia   |
| 소유격 | orientis | orientium  | orientis | orientium  |
| 여격   | orientī  | orientibus | orientī  | orientibus |
| 목적격 | orientem | orientēs   | oriens   | orientia   |
| 탈격   | orientī  | orientibus | orientī  | orientibus |

#### 중성의 주격 단수가 다른 경우
으뜸꼴로 남, 여성 주격 단수와 중성 주격 단수가 제시된다. 보통 남, 여성 주격 단수는 '-is', 중성 주격 단수는 '-e'로 끝나며, 형용사 비교급은 '-ior', '-ius'로 주어진다.
대표 형용사: austrālis, -e (남쪽의), sōlāris, -e (태양의), prior, prius (먼저의)
|        | 남, 여성 | 남, 여성  | 중성    | 중성      |
|        | 단수     | 복수      | 단수    | 복수      |
| ------ | -------- | --------- | ------- | --------- |
| 주격   | prior    | priōrēs   | prius   | priōra    |
| 소유격 | priōris  | priōrum   | priōris | priōrum   |
| 여격   | priōrī   | priōribus | priōrī  | priōribus |
| 목적격 | priōrem  | priōrēs   | prius   | priōra    |
| 탈격   | priōre   | priōribus | priōre  | priōribus |

|        | 남, 여성  | 남, 여성    | 중성      | 중성        |
|        | 단수      | 복수        | 단수      | 복수        |
| ------ | --------- | ----------- | --------- | ----------- |
| 주격   | austrālis | austrālēs   | austrāle  | austrālia   |
| 소유격 | austrālis | austrālium  | austrālis | austrālium  |
| 여격   | austrālī  | austrālibus | austrālī  | austrālibus |
| 목적격 | austrālem | austrālēs   | austrāle  | austrālia   |
| 탈격   | austrālī  | austrālibus | austrālī  | austrālibus |

#### 주격 단수가 모두 다른 경우
으뜸꼴로 남성 주격 단수, 여성 주격 단수, 중성 주격 단수가 제시된다. 남성 주격 단수는 '-er', 여성 주격 단수는 '-ris', 중성 주격 단수는 '-re'로 끝나는 것이 보통이다.
대표 형용사: alacer, -cris, -cre (생동하는), celer, -eris, -ere (빠른) 
|        | 남성    | 남성      | 여성    | 여성      | 중성    | 중성      |
|        | 단수    | 복수      | 단수    | 복수      | 단수    | 복수      |
| ------ | ------- | --------- | ------- | --------- | ------- | --------- |
| 주격   | alacer  | alacrēs   | alacris | alacrēs   | alacre  | alacria   |
| 소유격 | alacris | alacrium  | alacris | alacrium  | alacris | alacrium  |
| 여격   | alacrī  | alacribus | alacrī  | alacribus | alacrī  | alacribus |
| 목적격 | alacrem | alacrēs   | alacrem | alacrēs   | alacre  | alacria   |
| 탈격   | alacrī  | alacribus | alacrī  | alacribus | alacrī  | alacribus |

## 분사(동사적 형용사)
분사(participium)는 동사에서 기원하여 형용사와 유사하게, 수식하는 명사나 대명사의 성, 수, 격에 따라 변화한다. 라틴어의 분사에는 현재분사(능동태), 완료분사(수동태), 미래분사(능동태, 수동태)가 있다.
|          | 능동     | 수동    |
| -------- | -------- | ------- |
| 현재분사 | amans    | ―       |
| 완료분사 | ―        | amatus  |
| 미래분사 | amaturus | amandus |

### 현재능동분사
현재능동분사(-ns, -ntis)는 '~하고 있는'을 의미하고 아래와 같은 형용사 3변화를 한다.
다만 단수 탈격의 어미가 -i가 아닌 -e로 끝나는 점에 특징이 있다.
|        | 남, 여성 | 남, 여성  | 중성    | 중성      |
|        | 단수     | 복수      | 단수    | 복수      |
| ------ | -------- | --------- | ------- | --------- |
| 주격   | amans    | amantēs   | amans   | amantia   |
| 소유격 | amantis  | amantium  | amantis | amantium  |
| 여격   | amanti   | amantibus | amantī  | amantibus |
| 목적격 | amantem  | amantēs   | amans   | amantia   |
| 탈격   | amante   | amantibus | amante  | amantibus |

### 완료수동분사
완료수동분사(-tus, -ta, -tum)는 '~된'을 의미하고 형용사 1-2변화를 한다.
ex) amatus, amata, amatum (사랑받은)

### 미래능동분사
미래능동분사(-turus,-tura,-turum)는 '~하려고 하는'을 의미하고, 형용사 1-2변화를 한다.
ex) amaturus, amatura, amaturum (사랑하려고 하는)

### 미래수동분사(당위분사)
미래수동분사(-ndus, -nda, -ndum)는 '(마땅히) ~되어야 하는'를 의미하여 당위분사라고도 한다.:116:184 다른 분사와 구분하여 특별히 '동형사, 동형용사'(Gerundivum)로 불린다.:148:332
ex) amandus, amanda, amandum (사랑받아야 하는)
liber legendus (마땅히 읽혀져야 하는 책 → 읽어야 할 책)
ex) Id faciendum est (그것은 되어야 한다 → 그것을 하여야 한다)

## 동명사와 목적분사(동사적 명사)
동사에서 기원하여 명사적으로 사용되는 동사적 명사에는 동명사(Gerundium)와 목적분사(Supinum)가 있다.

### 동명사(Gerundium)
동명사는 중성 미래수동분사(-ndum)에서 기원하여 중성 단수 명사처럼 격변화하는데, '소유격'(-ndi), '목적격'(-ndum), '탈격'(-ndo)만 있다. 주격은 동사의 부정법을 활용한다.
| 격     | 동명사  | 뜻         |
| ------ | ------- | ---------- |
| 주격   | (amare) | (사랑함이) |
| 소유격 | amandi  | 사랑함의   |
| 여격   | amandō  | 사랑함에게 |
| 목적격 | amandum | 사랑함을   |
| 탈격   | amandō  | 사랑함으로 |

동명사는 주격으로 사용될 수 없어 "Errāndum est humānum"은 허용되지 않고, 부정법을 이용하여 "Errāre est humānum"으로 표현한다.:332
동명사는 미래 '수동'분사에서 기원하였음에도, 그 의미가 능동을 의미하고, 이는 당위분사(Gerundivum)가 수동을 의미하는 것과 상이한 점이다.
ex) amor legendī (읽는 것의 사랑)

동명사는 목적어를 대격(목적격)으로 취할 수 있다.
ex) amor legendī librōs (책을 읽는 것의 사랑 → 독서의 사랑)

하지만 로마인들은 아래와 같이 미래수동분사(당위분사, Gerundivum)를 사용하는 표현을 선호하였다.:333
amor librōrum legendōrum (책들의 읽혀져야 하는의 사랑 → 독서의 사랑)
ars reī pūblicae administrandae (공화국의 통치되어야 하는의 기술 → 공화국의 통치술)

### 목적분사(Supinum)
동명사와 같은 '동사적 명사'의 일종으로 목적분사(Supinum)가 있다. 이는 '중성 완료수동분사(-tum)'에서 기원하여 '목적격'(-tum) 및 '탈격'(-tū)만 있다. 목적격(대격)은 '~하려고'을 의미하고, 탈격은 '~하기에'를 의미한다.
ex) Amatum it. (그는 사랑하려고 간다)
facile amatū (사랑하기 쉬운)

## 관계 대명사
라틴어에도 관계 대명사가 있고, 그 어미는 성, 수, 격에 따라 아래와 같이 변화한다. 
| 성     | 남성  | 남성   | 여성  | 여성   | 중성  | 중성   |
| 수     | 단수  | 복수   | 단수  | 복수   | 단수  | 복수   |
| ------ | ----- | ------ | ----- | ------ | ----- | ------ |
| 주격   | quis  | quī    | quis  | quae   | quid  | quae   |
| 소유격 | cuius | quōrum | cuius | quārum | cuius | quōrum |
| 여격   | cui   | quibus | cui   | quibus | cui   | quibus |
| 목적격 | quem  | quōs   | quam  | quās   | quid  | quae   |
| 탈격   | quō   | quibus | quā   | quibus | quō   | quibus |

관계 대명사가 이끄는 절(관계절)이 수식하는 명사, 대명사를 선행사라고 하며 관계 대명사의 성과 수는 선행사의 그것과 일치하여야 한다. 관계 대명사의 격은 관계절에서의 격을 따른다. 선행사가 지시대명사인 경우에는 선행사가 생략되기도 한다.
- 관계 대명사 여성, 단수, 목적격(대격)이 사용된 문장

ex) Videō puellam quam vīdī herī. (나는 어제 본 소녀를 본다)

## 접속법
직설법에서는 있는 그대로의 상황을 서술하는데, 이와 달리 접속법에서는 가정적인 상황이나 희망, 조건을 서술하거나, 간접의문문이나 간접화법으로 기술할 때에도 접속법을 사용한다. 접속법은 주절에 대비되는 종속절에 많이 사용되므로 종속법으로 부르기도 한다.
접속법에 사용되는 동사의 형태로는, 직설법의 동사의 어간은 그대로 유지한 채로 일부 음절을 추가하거나 일부 모음을 변화시키는 형태로 사용한다.
시제와 관련하여, 접속법 자체가 가정적인 미래의 상황을 서술하므로 미래시제(단순미래, 미래완료)가 없고, 접속법 현재, 접속법 과거(미완료), 접속법  현재완료, 접속법 과거완료(대과거)의 시제만 있다.

### 접속법에서의 동사변화(활용)
- 접속법 현재:

어간모음이 -ē로 바뀌거나(제1형 동사), 어간에 -ā가 추가된 형태를 갖는다.
ex) laudo, laudas, laudat, ... → laudem, laudes, laudet, ...
moneo, mones, monet, ... → moneam, monas, monat, ...
- 접속법 과거:

직설법의 -ba가 -re로 바뀐 형태를 갖는다.
ex) laudabam, laudabas, laudabat,... → laudarem, laudares, laudaret, ...

- 접속법 현재완료:

직설법에 주로 -ri가 붙은 형태를 갖는다.
ex) laudavi, laudavisti, laudavit, ... → laudaverim, laudaveris, laudaverit, ...
- 접속법 과거완료:

직설법에 -se가 붙은 형태를 갖는다.
ex) laudaveram, laudaveras, laudaverat, ... → laudavissem, laudavisses, laudavisset, ...

### 접속법 시제 예문
주절과 종속절로 구성되는 문장에서 주절은 직설법, 종속절은 접속법을 사용한다.
주절의 시제가 현재인 경우, 종속절은 접속법 현재, 현재완료를 사용하고, 주절의 시제가 과거인 경우, 종속절은 접속법 과거, 과거완료를 사용한다.
종속절이 미래시제인 경우에는 접속법 미래와 접속법 미래완료의 동사활용은 없으나,미래능동분사(venturus)와 sum 동사의 접속법 현재(sit←est) 및 접속법 과거(esset ← erat)를 같이 사용하여, 마치 '접속법 미래', '접속법 미래완료'처럼 사용하다.
- 접속법 현재: 주절 현재 + 종속절 현재

ex) Quaero quis veniat(←venit).
나는 묻는다, 누가 오는지.
- 접속법 현재완료: 주절 현재 + 종속절 과거(및 완료)

ex) Quaero quis venierit(←veniit)
나는 묻는다, 누가 왔는지.
- (접속법 미래: 미래분사+ 접속법 현재): 주절 현재 + 종속절 미래

ex) Quaero quis venturus sit
나는 묻는다, 누가 올지.
- 접속법 과거: 주절 과거 + 종속절 과거(및 완료)

ex) Quaerebam quis veniret(←veniebat)
나는 물었다, 누가 왔는지.
- 접속법 과거완료: 주절 과거 + 종속절 대과거

ex) Quaerebam quis venisset(←venierat)
나는 물었다, 누가 왔었는지.
- (접속법 미래완료: 미래분사 + 접속법 과거): 주절 과거 + 종속절 미래

ex) Quaerebam quis venturus esset
나는 물었다, 누가 올지.

## 조건문
조건문은 접속사 Sī를 사용하는데, 현실적인 사실을 조건으로 사용하는 경우에는 직설법을 사용하고, 화자의 희망이나 상상을 조건으로 사용하는 경우에는 접속법을 사용한다.

### 직설법
- 직설법 현재

Sī id facit, sapiens est.
그가 그것을 하고 있으면, 그는 현명하다.
- 그외 과거, 미래, 현재완료, 과거완료, 미래완료의 모든 시제가 가능하다.
- 직설법 과거

Sī id faciēbat, sapiens erat
- 직설법 미래

Sī id faciet, sapiens erit
- 직설법 현재완료

Sī id fecit, sapiens fuit
- 직설법 과거완료

Sī id fecerat, sapiens fuerat
- 직설법 미래완료

Sī id fecerit, sapiens fuerit

### 접속법
- 접속법 현재(현재의 불확실한 사실 가정)

Sī id faciat, sapiens sit.
그가 그것을 한다면, 그는 현명할 것이다.
- 접속법 과거(현재 사실의 반대 가정)

Sī id faceret, sapiens esset.
그가 그것을 (하지 않고 있지만) 한다면, 그는 현명할 텐데.
- 접속법 현재완료(과거의 불확실한 사실 가정)

Sī id feceret, sapiens fuerit.
그가 그것을 하였다면, 그는 현명하였을 것이다.
- 접속법 과거완료(과거 사실의 반대 가정)

Sī id fecisset, sapiens fuisset.
그가 그것을 (하지 않았지만) 하였더라면, 그는 현명하였을 텐데.